# Laura Brown
Laura Brown (ur. 27 listopada 1986 w Calgary) – kanadyjska kolarka torowa i szosowa, dwukrotna medalistka torowych mistrzostw świata.

## Kariera
Pierwszy sukces Laura Brown osiągnęła w 2011 roku, kiedy zdobyła dwa medale podczas igrzysk panamerykańskich w Guadalajarze. Wspólnie z koleżankami z reprezentacji zwyciężyła w torowym wyścigu na dochodzenie, a indywidualnie była druga w indywidualnej jeździe na czas na szosie. Na rozgrywanych dwa lata później torowych mistrzostwach świata w Mińsku razem z Gillian Carleton i Jasmin Glaesser zdobyła brązowy medal w wyścigu drużynowym na dochodzenie. Na tej samej imprezie była czwarta w wyścigu indywidualnym, przegrywając walkę o podium z Australijką Annette Edmondson. Na rozgrywanych rok później mistrzostwach świata w Cali wspólnie z Jasmin Glaesser, Allison Beveridge i Stephanie Roordą zdobyła drużynowo srebrny medal. W 2016 roku wraz z koleżankami z reprezentacji wywalczyła brązowy medal w drużynowym wyścigu na dochodzenie podczas igrzysk olimpijskich w Rio de Janeiro.